# Gagelstrauchgewächse
Die Gagelstrauchgewächse (Myricaceae) sind eine Pflanzenfamilie aus der Ordnung der Buchenartigen (Fagales). Die drei oder vier Gattungen mit insgesamt ungefähr 57 Arten haben Areale fast weltweit, außer in Australien.

## Beschreibung

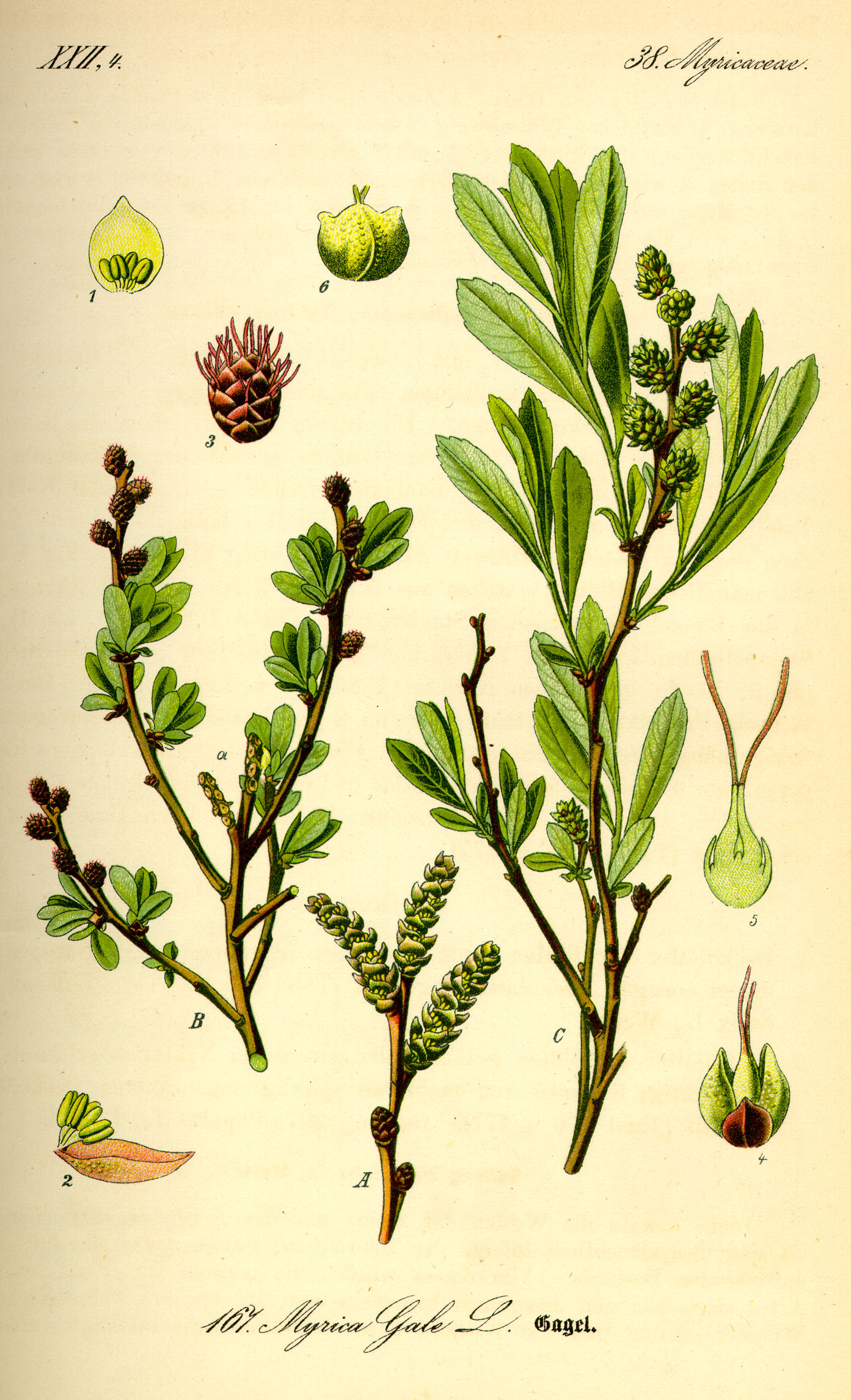
Gagelstrauch (Myrica gale), Illustration: männliche und weibliche Pflanzen und Blüten

### Vegetative Merkmale
Alle Arten sind verholzende Pflanzen: Bäume oder Sträucher. Sie sind immergrün oder laubabwerfend. Sie duften aromatisch und enthalten oft Harz. Sie besitzen meist schildförmige, mehrzellige Drüsenhaare.
Die wechselständig und spiralig angeordneten Laubblätter duftend aromatisch und sind in Blattstiel sowie Blattspreite gegliedert. Die Blattspreiten sind meist einfach und ganzrandig oder seltener unregelmäßig gesägt bis gelappt, nur die einzige Art der monotypischen Gattung Comptonia besitzt tief gebuchtete Blattspreiten. Nebenblätter fehlen meist.

### Generative Merkmale
Die Pflanzenarten sind ein- (monözisch) oder zweihäusig (diözisch) getrenntgeschlechtig. Die seitenständigen, ährigen Blütenstände sind einfach oder zusammengesetzt und sehen oft den Kätzchen der anderen Buchenartigen ähnlich. Die meist eingeschlechtigen Blüten sind reduziert. Blütenhüllblätter fehlen. Die männlichen Blüten stehen jeweils einzeln über einem Tragblatt und enthalten meist vier bis acht (ein bis zu 20) Staubblätter mit dünnen, kurzen, freien oder höchstens an ihrer Basis verwachsenen Staubfäden und aufrechten Staubbeuteln. Die weiblichen Blüten stehen jeweils einzeln oder zu zweit bis viert über einem Tragblättern sowie meist über zwei bis vier Deckblättern und enthalten zwei Fruchtblätter, die zu einem meist einkammerigen Fruchtknoten verwachsen, der nur eine basale, aufrechte, orthotrope Samenanlage besitzt. Es sind höchstens ein kurzer Griffel und immer zwei Narben vorhanden.
Die Steinfrüchte oder Nüsse sind glatt oder mit Warzen bedeckt, die oft eine Wachsschicht besitzen. Das Endokarp ist hart. Die Früchte sind manchmal von haltbaren Trag- und Deckblättern eingehüllt. Die Samen enthalten fast kein Endosperm und der gerade Embryo besitzt zwei fleischige, plano-konvexe Keimblätter (Kotyledone).

## Ökologie
Es besteht eine Wurzelsymbiose mit stickstofffixierenden Bakterien der Art Frankia alni.
Die Bestäubung erfolgt durch den Wind (Anemophilie).

## Systematik
Die Familie Myricaceae wurde 1817 durch Louis Claude Marie Richard in Karl Sigismund Kunth: Nova Genera et Species Plantarum, 4. Auflage, Band 2, S. 16 aufgestellt. Typusgattung ist Myrica. Ein Synonym für Myricaceae Rich. ex Kunth ist Galeaceae Bubani.

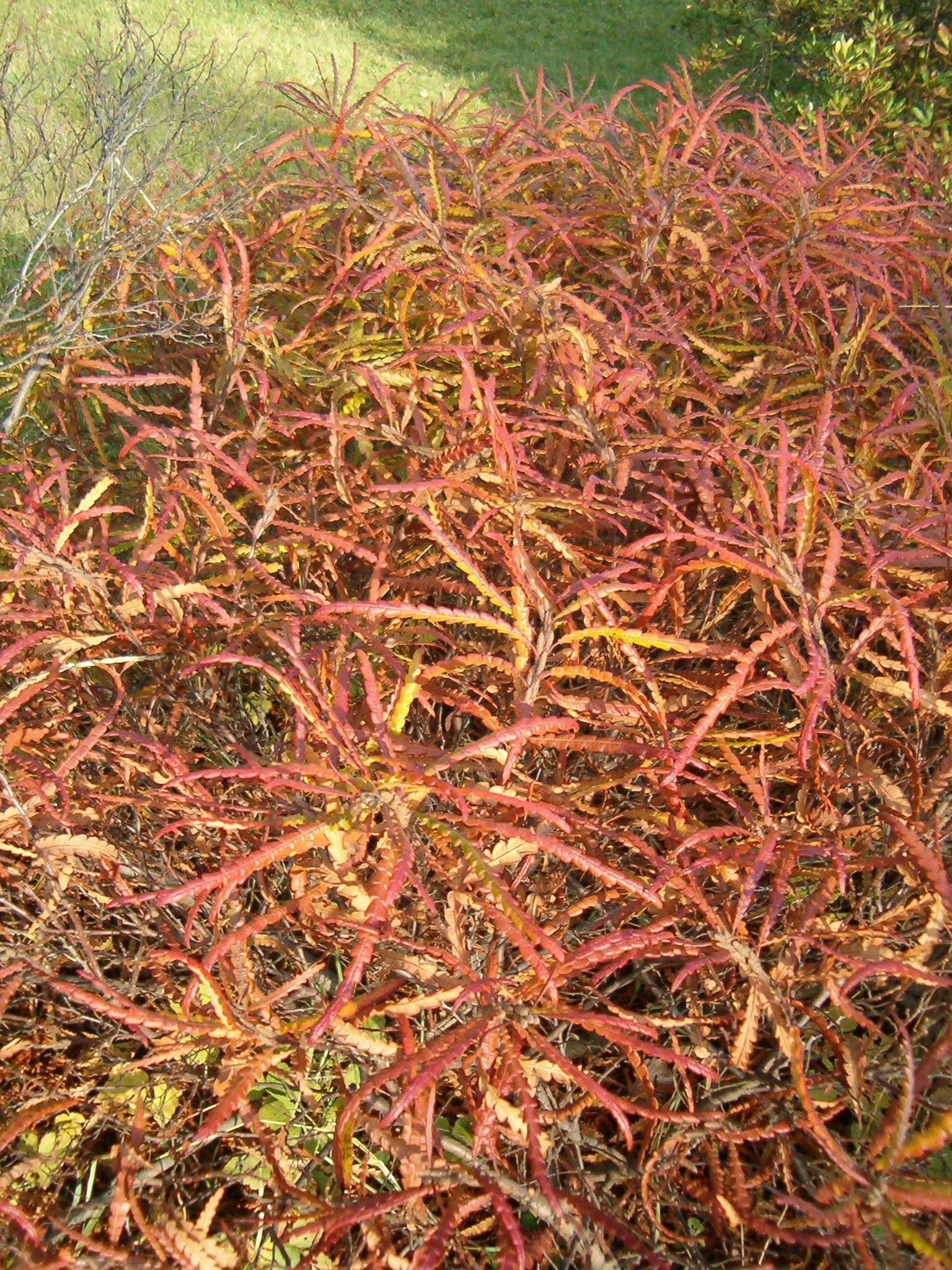
Comptonia peregrina: Habitus und tief gebuchtete Blätter im Herbst.

In der Familie Myricaceae gibt es drei Gattungen, von denen zwei monotypisch sind, mit insgesamt etwa 57 Arten:
- Comptonia L'Hér. ex Aiton: Sie enthält nur eine Art:
  - Comptonia peregrina (L.) J.M.Coult.: Sie ist in Nordamerika beheimatet.
- Canacomyrica Guillaumin: Sie enthält nur eine Art:
  - Canacomyrica monticola Guillaumin: Dieser kleine Baum ist ein Endemit Neukaledoniens im südlichen Bereich von Grande Terre und wächst dort nur über ultramafischen magmatischen Gesteinen.
- Myrica L. (Syn.: Gale Duhamel und je nach Autor Morella Lour.): Die etwa 55 Arten sind beinahe weltweit verbreitet, nur in Australien und einigen warm-gemäßigten Gebieten der Alten Welt fehlen sie.

Einige Botaniker teilen seit 2005 die Gattung Myrica s. l. auf der Basis der Strukturen der Kätzchen und Früchte in zwei Gattungen: In der Gattung Myrica s. str. verbleiben nur wenige Arten und die meisten Arten werden in die Gattung Morella Lour. gestellt.